# Cerro de Cuchillejo
El cerro de Cuchillejo o pico Cuchillejo (también llamado Cuchillejos), de 932 metros de altura, es el pico más alto de la provincia de Valladolid (Castilla y León, España). Se encuentra dentro del término municipal de Castrillo de Duero (comarca del campo de Peñafiel). El lugar exacto de la cima se encuentra marcado con un montículo de piedras.
Otras fuentes indican que el pico más alto provincial es Robleñada (de 931 metros), situado a un kilómetro al norte de Cuchillejo (coordenadas 41°33′41″N 4°00′09″O / 41.56139, -4.00250).